# Hydrellia pakistanae
Hydrellia pakistanae är en tvåvingeart som beskrevs av Deonier 1978. Hydrellia pakistanae ingår i släktet Hydrellia och familjen vattenflugor.
Artens utbredningsområde är Pakistan. Inga underarter finns listade i Catalogue of Life.

## Bildgalleri

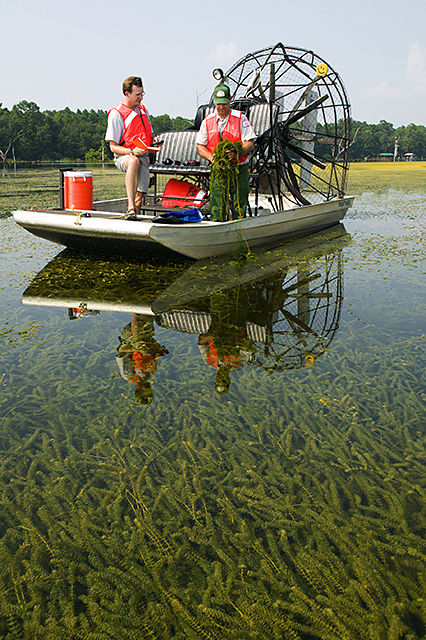